# John Kalodner
John Kalodner é um ex-executivo estadunidense de artistas e repertório.
Em 2014 ele foi induzido ao "Rock Radio Hall of Fame", na categoria "Visionário".